# Kovács Sándor (miniszterhelyettes)
Kovács Sándor (Budapest, 1928. április 28. – 1980. február 26.) magyar közgazdász, vállalatvezető, miniszterhelyettes. Mintegy 25 éven keresztül vezette a Nagykőrösi Konzervgyárat, ami az irányítása alatt elmaradott kisüzemből Közép-Európa legnagyobb és egyik legmodernebbül felszerelt tartósítóipari vállalata lett.

## Élete
Pályafutását az Esztergomi Konzervüzemben kezdte, mint szakmunkás, majd hamarosan művezető lett. 1947-ben ugyanebben a minőségben dolgozott a Paksi Konzervgyárban, 1948-ban pedig a Budapesti Konzervgyárba (Globus) került, művezető-üzemvezető beosztásba. 1949-ben lett a Nagykőrösi Konzervgyár gyártásvezetője, majd alig két év után, 1951-ben ugyanott igazgatóvá nevezték ki. Időközben felsőfokú tanulmányokat kezdett a Műszaki Főiskola esti tagozatán, élelmiszervegyész szakon, de nagykőrösi áthelyezése miatt ezt nem tudta befejezni; később viszont a Marx Károly Közgazdaságtudományi Egyetemet elvégezte, levelező tagozaton.
Csaknem két és fél évtizeden át igazgatta a konzervgyárat, vezetése alatt az 1950-es évek elején még elmaradott manufaktúrának számító üzem Közép-Európa legnagyobb, modern technológiával felszerelt konzervipari vállalatává nőtte ki magát. Kezdeményezése nyomán indult meg a városban az élelmiszeripari szakmunkásképzés, nagyon sokat tett azért, hogy a Toldi Miklós Szakközépiskola és Szakmunkásképző Intézet létrejöhessen, és vitathatatlan érdemeket szerzett a nagykőrösiek jobb szociális ellátottsága, illetve kulturális felemelkedése érdekében is. Ottani eredményeinek elismeréseként 1975. november elsejétől a Mezőgazdasági és Élelmezésügyi Minisztériumba helyezték át, miniszterhelyettesi beosztásba. E minőségében ő felügyelte a Vállalatfelügyeleti Főosztályt és a Gépesítési Főosztályt.
19 évesen, 1947-ben lett párttag, később tagja a Nagykőrösi Városi Pártbizottságnak és annak Végrehajtó Bizottságának, a megyei pártbizottságnak és a megyei gazdaságpolitikai bizottságnak is. További társadalmi megbízatásokat is elvállalt: társelnöke volt a Magyar Élelmezésipari Tudományos Egyesületnek (MÉTE), a megyei és a Nagykőrösi Városi TIT elnökségnek, mint országgyűlési képviselő az ipari bizottságnak, a Konzervipari Műszaki Gazdasági Tanácsnak és a Kertészeti Egyetem Egyetemi Tanácsának. 1967-től a Marxizmus-Leninizmus Esti Egyetem nagykőrösi kihelyezett tagozatának a tanára is lett.
1980-ban hunyt el, korai halálában minden bizonnyal közrejátszott, hogy nehezen viselte miniszterhelyettesi „kiemelését”.

### Kutatható iratanyaga
Miniszterhelyettesi működési időszakából 6,00 iratfolyóméternyi (50 doboznyi), maradandó értékűnek minősített iratanyaga került az Országos Levéltár, mai nevén Magyar Nemzeti Levéltár Országos Levéltára őrizetébe, ahol az a XIX-K-9-bc törzsszámon kutatható.

## Emlékezete
- Nagykőrösön utca viseli a nevét.
- Ugyancsak Nagykőrösön 2013. november 8. óta szobra is áll, az általa megálmodott Toldi Miklós Élelmiszeripari Szakközépiskola előtt (Ceglédi út 24.). Kovács Jenő bronz mellszobra civilek adományaiból, illetve a Bonduelle támogatásával készült el, az alkotást az iskola fennállásának 60. évfordulójára rendezett ünnepségsorozat keretében avatták és a néhai gyárigazgató fia, Kovács Gábor leplezte le.[4][6]